# ウアスカ・デ・オカンポ
ウアスカ・デ・オカンポ (スペイン語: Huasca de Ocampo、 [wa'ska de oka'mpo])メキシコ中央部のイダルゴ州にある町であり基礎自治体である。パチューカから34km、パチューカ山系のミネラル・デル・モンテから16km離れた所に位置する。 町自体は山脈の内側にあるが、自治体の領域の多くは町の東に広がる谷に位置している。メキシコに設立された最初のアシエンダの一つがこの町にあり、18世紀にペドロ・ロメロ・デ・テレロスによって建てられた鉱業アシエンダを皮切りに経済発展が始まった。20世紀の半ばには、これらのアシエンダは公営農地(エヒード)となった所、更にはダム湖に全部、若しくは一部分が沈んだ所さえ幾つかあり、どれも残存していなかった。この地域では農業は経済的に重要なままであるが、峡谷や伝統的な家屋、かつてのアシエンダの施設、滝などを呼び物とした、とりわけメキシコシティから週末に来る観光客向けの観光地として振興されている。2001年メキシコ政府観光局(SECTUR)によりプエブロ・マヒコに選出された。

## 語源
元々この地域は“Huascazaloya”と呼ばれていた。この地名はナワトル語から来ており3つの意味が考えられている。まず一番有力な説に「幸福と富の地」の意味する成句に由来する説があり、次に「水の地」を意味する成句に由来する説、その次に「木綿のショール(マンタ)を作る地」を意味する成句に由来する説がある。残りの「デ・オカンポ」は19世紀半ばにこの地に短期間在住したメルチョル・オカンポを記念して付けられた。